# 黑眼睑纤树蛙
黑眼睑纤树蛙（学名：Gracixalus gracilipes）为树蛙科纤树蛙属的两栖动物。分布于老挝，越南，泰国以及中国大陆云南等地。该物种的模式产地在越南。

## 保护
本种于2023年被收录入《有重要生态、科学、社会价值的陆生野生动物名录》。